# エフエム軽井沢

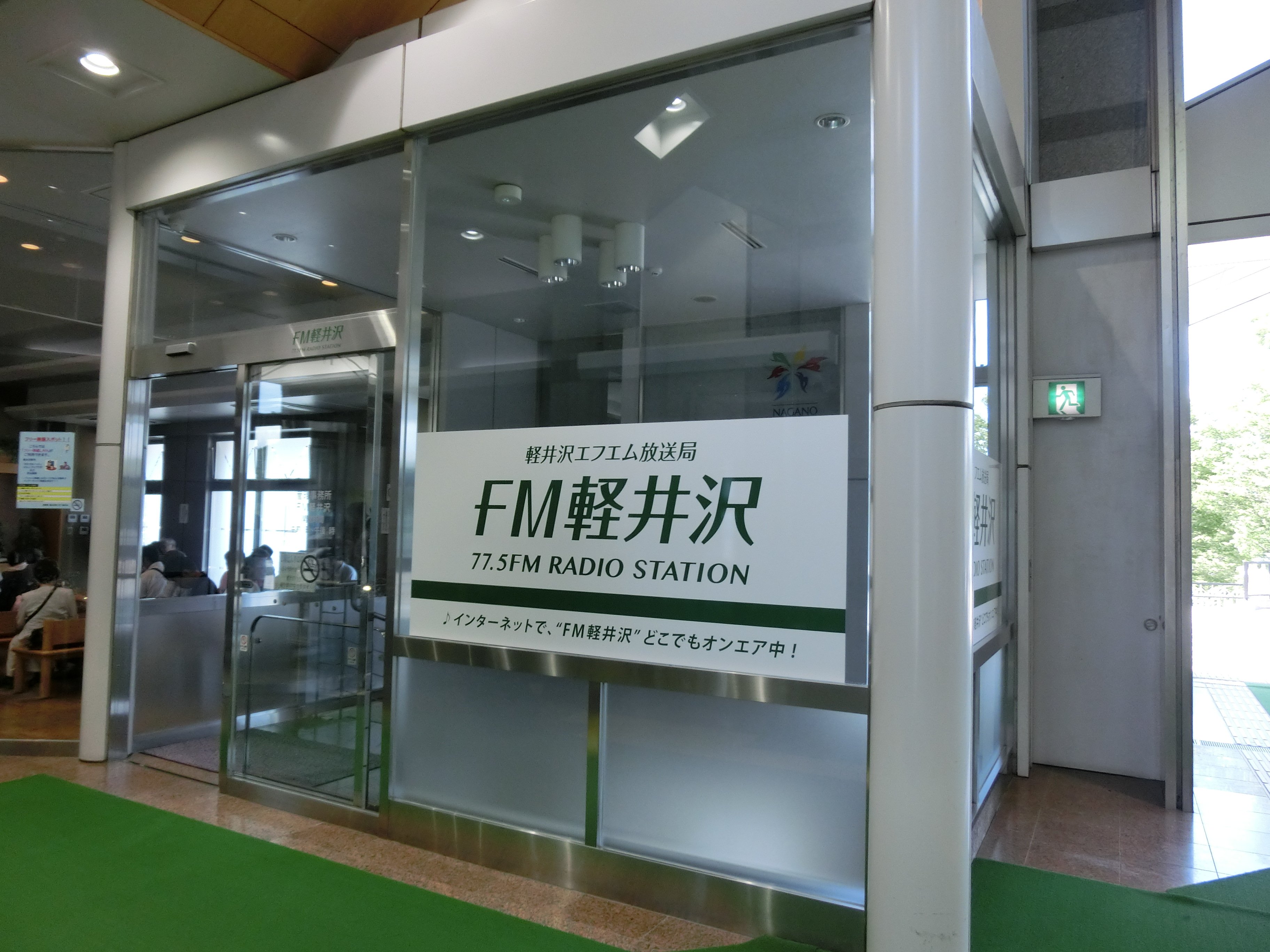
エフエム軽井沢演奏所

エフエム軽井沢（エフエムかるいざわ）は、長野県北佐久郡軽井沢町の一部地域を放送対象地域として超短波放送（FM放送）をする特定地上基幹放送事業者である軽井沢エフエム放送株式会社が保有する特定地上基幹放送局の呼出名称である。
エフエム軽井沢をそのままコミュニティ放送の愛称としている。

## 概要
2001年（平成13年）開局。コンセプトは「緑と風の放送局」。
軽井沢銀座商店会等が中心となり設立された。初代社長には万平ホテル社長の佐藤泰春（2020年（令和2年）逝去）が就任した。
2012年（平成24年）にOakキャピタルの子会社となり、以後は同社がマスメディア集中排除原則にいう支配関係にある。
本社・演奏所（スタジオ）は北陸新幹線軽井沢駅構内（隣駅の佐久平駅（エフエム佐久平）も同様）にある。かつては旧軽井沢銀座の商業施設にサテライトスタジオがあった。送信所は大字発地にあり、放送局（現・特定地上基幹放送局）の呼出符号はJOZZ4AL-FM、周波数77.5MHz、空中線電力10Wで放送区域は軽井沢町の一部地域。
- 聴取エリアを軽井沢町、御代田町、佐久市、小諸市、東御市の一部[6]と称している。

インターネット配信はJCBAインターネットサイマルラジオによる。
以前はミュージックバードを放送していたが、現在は音楽放送を含め自社制作番組により24時間放送をしている。
東通インテレクトへ業務委託する形で東京営業部がある。
軽井沢町とは「災害時における放送要請に関する協定書」を締結している。

## 沿革
- 2001年（平成13年）
  - 3月24日 - 軽井沢エフエム放送株式会社設立[6]。
  - 5月14日 - 軽井沢町と「災害時における放送要請に関する協定書」を締結[8]。
  - 6月16日 - 放送局の予備免許取得[9]。
  - 7月27日 - 放送局の免許取得[5][10]。
  - 8月1日 - 開局[10]。
- 2008年（平成20年）12月2日 - SimulRadioによるインターネット配信を開始。
- 2012年（平成24年）12月25日 - Oakキャピタルが第三者割当増資を引き受け、当社を子会社化[11]。
- 2013年（平成25年）6月28日 - Oakキャピタルからの代表取締役を受け入れ[12]。
- 2018年（平成30年）8月1日 - インターネット配信をJCBAインターネットサイマルラジオに変更[13]。

## 主な番組
現在のタイムテーブルは、タイムテーブルを参照。

### ローカル番組
平日
- 朝から!軽井沢ラジオ大学（月曜 - 金曜 7:00 - 7:30）
- 軽井沢ラジオ大学（月曜 - 金曜 19:00 - 19:30）[14]
- 軽井沢ラジオ大学 社会福祉学（月曜 - 金曜 19:30 - 19:53）
- 菊池健司の5min.グローバル経営学 supported by 軽井沢ラジオ大学（月曜 - 金曜 19:53 - 20:00）
- KARUIZAWA Morning Salad（月曜 - 金曜 8:00 - 9:30）
- KARUIZAWA Smile Days（月曜 - 金曜 12:00 - 13:30）
- KARUIZAWA Twilight Hour（月曜 - 金曜 17:00 - 18:00）
- 食品ロスをまなむーぶ（月曜 16:55 - 17:00）[15]
- でもとやっぱり（月曜 18:00 - 19:00）※隔週再放送
- 青山アルト マジカルポップアワー（火曜 18:00 - 19:00）※隔週再放送
- トンコのワールドミュージック（水曜 18:00 - 18:30）
- ブルースパワー（水曜 18:30 - 19:00）
- Miraii Radio（木曜 15:53 - 16:00）※隔週再放送
- この話、もっと聞く?（木曜 20:50 - 20:55）[16]
- The future Creative（金曜 15:00 - 16:00）
- Ready Steady Go!（金曜 18:00 - 19:00）※隔週再放送
- Prograce Karuizawa presents Graceful Golf Life!（金曜 20:00 - 20:15）[17]
- TONY‘S CAFE（第3金曜 20:30 - 21:00）[18]
- 軽井沢組曲（月曜 - 金曜 21:00 - 23:00）

土曜
- Cheer UP!! KARUIZAWA（9:00 - 12:30）
- わんダフル・ライフ（第2土曜 10:43 - 10:58）[19]
- ナオミのLONDON CALLING（土曜 12:30 - 13:00）※隔週再放送[20]
- pastor♪ にっし～GoGoGospel!!（土曜 13:00 - 14:00）
- 太田忠の経済･金融“縦横無尽”（16:00 - 17:00）[21]
- ひろゆきの行先未来（第1・第3土曜 17:00 - 17:30、YouTube・Podcastでも配信）[22]
- 坂川陽香のかがやきラジオ（17:30 - 18:00）[23]
- 軽井沢 朗読散歩（21:00 - 21:30）※隔週再放送[24]
- 軽井沢Book Journey（21:30 - 22:00）[25]

日曜
- KARUIZAWA Sunday Breeze（9:00 - 12:30）
- にちようび×ノーマル（13:00 - 15:00）[26]
  - 13:53 - 持続可能は力なり 〜SDGs are not built in a day〜（※第2・4日曜）[27]
  - 14:10 -  軽井沢青春ラジオ（※第2・4日曜）
- 田中幸のHappy Radio supported by SATO（15:00 - 15:30）[28]
- 軽井沢のキッチンから～渡辺万里のおいしい話いろいろ～（15:30 - 15:45）[29]
- マッサージの軽井沢ハンズ presents 西野緑 私のお気に入り（18:00 - 19:00）※隔週再放送
- 軽井沢JAZZ NIGHT（19:00 - 20:00）
- 大迫淳英のサウンド・クルーズ・ジャーニー（20:00 - 20:30）

## 主なパーソナリティ
現在のパーソナリティは、公式サイトのパーソナリティを参照。
- 有銘琴絵
- 井上健司
- 清水とも子
- ほりたかみ
- 宮尾博子
- 塚越景子
- AJYU（アジュ）
- 藍里なみき
- 太田忠
- face to ace
- MOROHA
- 青山アルト
- 長塚圭史
- マーティン・フロスト
- 市川･フロスト･和美
- Jun
- 立原綾乃
- 渡辺万里
- 大橋節夫Jr
- 青木裕子（軽井沢朗読館館長）
- SC軽井沢クラブ
- 軽井沢高校生徒会
- DJ Daice
- 佐藤真理子
- 佐藤泰春
- 田中幸
- 成澤泰成
- トンコ
- Dr.Rob
- 鈴木ナオミ
- 西野緑
- しゅうほう
- pastor♪ にっし～
- KARUIZAWA Slim
- まいみ
- 星野雅弘
- 中島恵吾
- 和貝倫朋
- クリスチャン・ストームズ
- 林恵理

## 過去に所属していたパーソナリティ
- 桐原冬夜